# Larks' Tongues in Aspic
Larks' Tongues in Aspic je páté studiové album britské rockové skupiny King Crimson. Vydáno bylo v březnu 1973 (viz 1973 v hudbě) a v britském žebříčku se umístilo nejlépe na 20. místě.

## Popis alba a jeho historie
Po koncertech na jaře 1972 se Robert Fripp rozhodl skupinu zcela přetransformovat. Proto kapelu opustili stávající hráči a osamocený Fripp začal postupně přibírat další hudebníky. Přišel zpívající baskytarista John Wetton, kterého Fripp oslovil již dříve, ex-Yes bubeník Bill Bruford, perkusionista Jamie Muir a také houslista David Cross. Posledním členem skupiny se stal textař Richard Palmer-James. Tato sestava začala v průběhu roku 1972 vytvářet zcela nový materiál a v říjnu téhož roku začala koncertovat.
Album Larks' Tongues in Aspic skupina nahrála v lednu a únoru 1973, v době jeho vydání v březnu téhož roku již v King Crimson nebyl Jamie Muir, který se k odchodu rozhodl po nehodě v klubu Marquee, kdy mu v průběhu koncertu spadl na nohu gong (jednalo se o oficiální zprávu, skutečný důvodem byl klášterní život, k němuž se Muir rozhodl). Zvuk kapely již nebyl tak ovlivněn jazzem, jako na předchozích dvou albech, hudebníci především na instrumentálních skladbách mnohem více experimentovali a improvizovali a „sound“ se přesunul k hard rockovému, často až s heavy metalovými riffy. Nově se v rukou hudebníků objevily housle a nejrozmanitější perkuse, jako např. africká mbira či obyčejný plech.
Desku otevírá dlouhá experimentální instrumentální skladba „Larks' Tongues in Aspic, Part One“. Po ní následují tři zpívané skladby „Book of Saturday“, „Exiles“ a „Easy Money“. Mellotronový úvod „Exiles“ pochází z instrumentálky „Mantra“, kterou King Crimson hráli v roce 1969. Na koncertech v roce 1972 toto intro hrál Robert Fripp na kytaru. Album uzavírají dvě více než sedmiminutové instrumentální skladby „The Talking Drum“ a „Larks' Tongues in Aspic, Part Two“.

## Seznam skladeb
| Strana 1 | Strana 1                          | Strana 1                            | Strana 1 |
| Pořadí   | Název                             | Autor                               | Délka    |
| -------- | --------------------------------- | ----------------------------------- | -------- |
| 1.       | Larks' Tongues in Aspic, Part One | Cross, Fripp, Wetton, Bruford, Muir | 13:26    |
| 2.       | Book of Saturday                  | Fripp, Wetton, Palmer-James         | 2:49     |
| 3.       | Exiles                            | Cross, Fripp, Palmer-James          | 7:40     |

| Strana 2       | Strana 2                          | Strana 2                            | Strana 2 |
| Pořadí         | Název                             | Autor                               | Délka    |
| -------------- | --------------------------------- | ----------------------------------- | -------- |
| 1.             | Easy Money                        | Fripp, Wetton, Palmer-James         | 7:54     |
| 2.             | The Talking Drum                  | Cross, Fripp, Wetton, Bruford, Muir | 7:26     |
| 3.             | Larks' Tongues in Aspic, Part Two | Fripp                               | 7:12     |
| Celková délka: | Celková délka:                    | Celková délka:                      | 46:37    |

## Obsazení
- King Crimson
  - Robert Fripp – kytara, mellotron, elektrické piano
  - John Wetton – zpěv, baskytara, piano
  - David Cross – housle, viola, mellotron, flétna, elektrické piano
  - Bill Bruford – bicí
  - Jamie Muir – perkuse
  - Richard Palmer-James – texty